# Alberto Bona
Alberto Bona (Milano, 7 novembre 1978) è un attore e regista italiano.

## Biografia
Attivo nel teatro e nel cinema indipendente, Bona ha ottenuto riconoscimenti anche nel campo sportivo, stabilendo diversi record su Biciclo ottocentesco (Pennyfarthing). 
Inizia la sua carriera come disegnatore di fumetti, avendo come maestri Giorgio Cavazzano e Carlo Peroni. Collabora, tra gli altri, con il giornalista Beppe Severgnini, col Gruppo Alcuni di Treviso, con Renato Cepparo alla Cinehollywood, e con il regista Giampaolo Zennaro e realizza una striscia con il cestista Gianmarco Pozzecco per la rivista Superbasket.
Trasferitosi nel Regno Unito nel 2002, inizia un nuovo percorso artistico nel teatro alternativo e nel settore del film indipendente. In seguito al suo esordio nei cinema con un piccolo ruolo in Agata e la tempesta, scrive l'opera surrealista 'Salvador!' messa in scena al Barons Court Theatre di Londra nel 2004, in cui interpreta l'eccentrico surrealista Salvador Dalí. Lo spettacolo ha avuto un revival nel 2010 nel corso del festival Effetto Venezia a Livorno.
Nel 2011, su commissione del Circolo Scherma Fides, Bona scrive ed interpreta uno spettacolo dal titolo "Tremamondo - L'angelo della scherma", regia di Giampaolo Zennaro, inaugurando al Teatro Carlo Goldoni di Livorno i Campionati Nazionali Assoluti di scherma.
Nel 2021, Bona collabora con il gruppo rock britannico The Darkness, producendo diversi videoclip musicali per la band.

## Record su Biciclo ottocentesco
Grande appassionato di Bicicli, Bona collabora dal 2016 con il Pennyfarthing Club, con il quale ha contribuito a raggiungere due primati collettivi riconosciuti dal Guinness dei Primati: la più grande gara in un velodromo e la più lunga fila di bicicli, con 140 partecipanti.
L'11 ottobre 2024, Bona stabilisce il record individuale dell'ora su biciclo (Pennyfarthing) pedalando con una gamba, avendo percorso 20,294 km nel Velodromo di Herne Hill a Londra.
Bona ha dichiarato di aver stabilito il suo primato dell’ora con una gamba "perché quello con due gambe era troppo facile".

## Filmografia

### Attore
- Agata e la tempesta (2004)
- Dermo sluchaetsa (2006)
- Cat's smack (2007)
- L'uomo garbato (The Scrupulous Torment of the Polite Man) (2008)
- Pensieri di un viandante solitario (Pondering of a Lonely Wonderer) (2008)
- Circumstances (2008)
- L'Assenza (2013)
- My Trigger (2016)
- Sugar (2018)
- L'Immobilità Trafigge (2019)
- The Darkness: Jussy's Girl (2021)

### Regista
- Storia di un liutaio (Story of a Luthier) (2000)
- L'uomo garbato (The Scrupulous Torment of the Polite Man) (2008)
- Pensieri di un viandante solitario (Pondering of a Lonely Wonderer) (2008)
- La sonnambula (2009)
- Storia di un liutaio (2009)
- So in love (2010)
- Elgar Cello Concerto (2011)
- Meet me in Winter (2011)